# Entreprenörskapsforum
Entreprenörskapsforum är en oberoende forskningsstiftelse som verkar för att förbättra entreprenörers och småföretags möjligheter att bidra till en mer innovativ och dynamisk svensk ekonomi. Entreprenörskapsforum initierar, stödjer och bedriver policyrelevant forskning och kommunicerar forskning kring entreprenörskap, innovation och tillväxt till beslutsfattare lokalt, regionalt och nationellt genom forskningsrapporter, nätverk och seminarier.
Entreprenörskapsforum arrangerar runt 30 seminarier och konferenser årligen. Stiftelsen ansvarar även för den svenska delen av Global Entrepreneurship Monitor (GEM).
Entreprenörskapsforum delar årligen ut det internationella forskarpriset Global Award for Entrepreneurship Research. 2024 års vinnare vinnare av priset och 100 000 euro är Robert Baron, professor vid Oklahoma State University och Michael Frese, professor vid Asia School of Business och Leuphana University of Lueneburg. Tidigare har priset tilldelats bland andra John Haltiwanger, University of Maryland (2020), Boyan Jovanovic, New York University (2019), Olav Sorenson, Yale School of Management (2018), Hernando de Soto, Institute for Liberty and Democracy (ILD) (2017). Entreprenörskapsforum delar även årligen ut Unga Forskarpriset som belönar en forskare som är yngre än 40 år, verksam inom entreprenörskapsforskning, med 150 000 kronor.
Entreprenörskapsforum finansieras genom anslag från bland andra Vinnova, Örebro universitet och ett antal privata forskningsstiftelser, näringslivs- och andra intresseorganisationer, företag och enskilda filantroper.
VD för Entreprenörskapsforum är Anders Broström, professor Göteborgs universitet. Johan E. Eklund var VD 2015-2022 och Pontus Braunerhjelm 2008-2014.